# Athenic (Schiff, 1902)
Die Athenic war ein 1902 in Dienst gestelltes Passagierschiff der britischen Reederei White Star Line, das im Passagier- und Frachtverkehr von Großbritannien nach Neuseeland eingesetzt wurde. 1928 wurde die Athenic an norwegische Eigner verkauft und unter dem Namen Pelagos als Walfangschiff eingesetzt. 1941 von dem deutschen Hilfskreuzer Pinguin aufgebracht, blieb sie bis zu ihrer Versenkung 1944 bei Kirkenes unter deutscher Flagge. Sie wurde 1945 gehoben und blieb bis zu ihrem Abbruch 1962 in Hamburg unter norwegischer Flagge.

## Das Schiff
Das 12.234 BRT große Dampfschiff Athenic wurde auf der Belfaster Schiffswerft Harland & Wolff gebaut und lief am 17. August 1901 vom Stapel. Die Athenic war das erste von drei baugleichen Schwesterschiffen, die für den profitablen Passagier- und Frachtservice von London nach Wellington (Neuseeland) gebaut wurden. Die anderen beiden waren die Corinthic (1902) und die Ionic (1903). Es waren die ersten Neuaufträge der White Star Line nach der ihrer Übernahme durch J. P. Morgans International Mercantile Marine Company (IMMC).

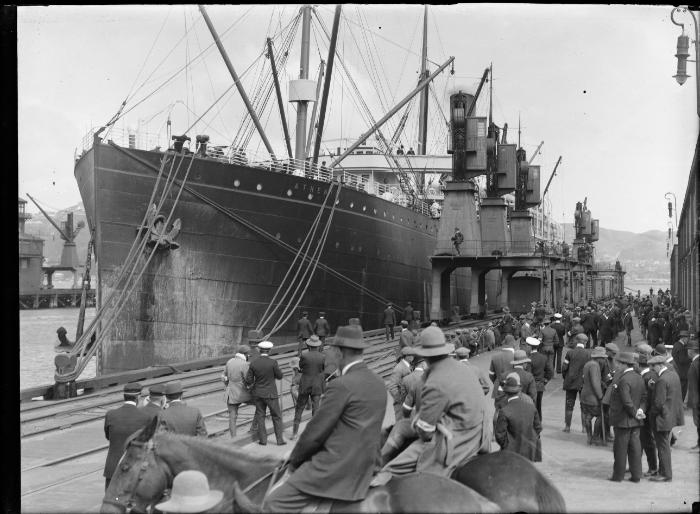
Die Athenic vor Anker an der Queens Wharf in Wellington (1913)

Die Athenic wurde wie ihre Schwesterschiffe mit zweivierzylindrigen Vierfachexpansions-Dampfmaschinen von Harland & Wolff angetrieben, die auf zwei Propeller wirkten und 604 nominale Pferdestärken leisteten. Die Passagierkapazitäten lagen bei 121 Passagieren der Ersten Klasse, 117 der Zweiten Klasse und 450 der Dritten Klasse. Das Schiff war mit elektrischem Licht und Kühlkammern zum Transport von gefrorenem Fleisch ausgestattet.
Am 23. Januar 1902 wurde die Athenic nach bestandenen Probefahrten ihren Eignern übergeben und am 13. Februar 1902 lief sie in London zu ihrer Jungfernfahrt nach Wellington via Kanarische Inseln, Kapstadt und Hobart aus. Sie blieb bis zum Beginn des Ersten Weltkriegs auf der Neuseelandroute.

## Truppentransporter im Ersten Weltkrieg
Am 23. September 1914 ging in Lyttelton das neuseeländische Regiment Canterbury Mounted Rifles an Bord der Athenic, die es am 3. Dezember 1914 nach mehreren Zwischenstopps in Alexandria absetzte. Sie war zu der Zeit der größte Truppentransporter, der neuseeländische Einsatzkräfte verschiffte. Während des Ersten Weltkriegs trug das Schiff die Kennung HMNZT 11 (His Majesty’s New Zealand Transport No. 11).

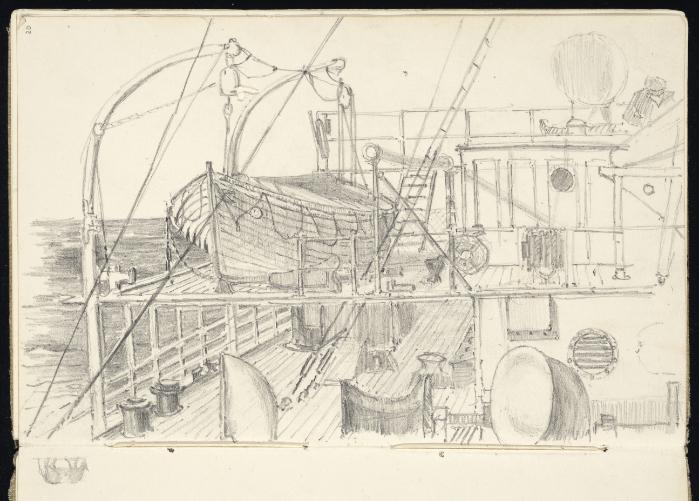
Bleistiftzeichnung des Promenadendecks mit Rettungsboot (1923)

Am 28. Februar 1916 nahm die Athenic im argentinischen Santa Cruz eine große Anzahl britischer Kriegsgefangener an Bord, um sie zurück nach Großbritannien zu bringen. Es handelte sich um Besatzungsmitglieder britischer Handelsschiffe, die der deutsche Hilfskreuzer Möve in den vorangegangenen Wochen als Prise genommen hatte. Von 1917 bis 1919 war sie wie auch ihre Schwesterschiffe Teil des Liner Requisition Theme (in etwa „Schiffsanschaffungsprogramm“) der britischen Regierung. Während dieser Zeit blieb sie aber gleichzeitig im zivilen Passagierverkehr. Soldaten wurden nur in den Unterkünften der Dritten Klasse befördert; die Erste und Zweite Klasse blieb regulären Passagieren vorbehalten.
Am 10. Januar 1920 legte die Athenic zu ihrer ersten zivilen Nachkriegsfahrt von London über den Panamakanal nach Neuseeland ab. Am 3. Mai 1920 nahm sie die Passagiere und Besatzungsmitglieder des amerikanischen Passagierschiffs Munamar der Munson Line auf, das bei San Salvador auf Grund gelaufen war, und brachte sie nach Newport News. Im April 1927 unternahm die Athenic eine außerplanmäßige Überfahrt nach Sydney und Brisbane. Am 18. Oktober 1927 lief sie in Liverpool zu ihrer letzten Fahrt für die White Star Line nach Wellington aus.

## Unter norwegischer und deutscher Flagge
Im Mai 1928 wurde die Athenic an Brunn & von der Lippe mit Sitz in Tønsberg verkauft. Sie wurde von der Smiths Dock Company am Tees in England in ein Walfangschiff umgebaut und bekam den neuen Namen Pelagos.

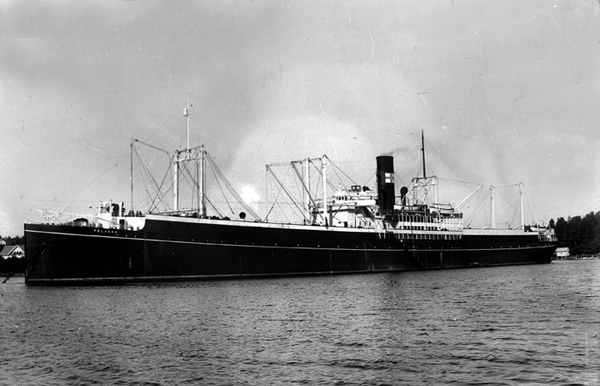
Die Pelagos 1931

Neuer Eigner wurde die norwegische Reederei Hvalfangerselskapet Pelagos A/S. Die Aktion erwies sich für die White Star Line als so profitabel, dass auch die Suevic, die Runic und die Medic an die norwegische Walfangindustrie verkauft wurden und nach Umbau als Skytteren, New Sevilla und Hektoria (die beiden letzteren schließlich unter britischer Flagge) wieder in Fahrt kamen.
Am 15. Januar 1941 wurde die Pelagos von dem deutschen Hilfskreuzer Pinguin zusammen mit dem weiteren Mutterschiff Ole Wegger, dem Versorgungsschiff Solglimt und 11 Fangbooten gekapert und bis auf ein Fangboot nach Bordeaux geschickt, wo sie am 11. März 1941 als erstes Schiff der Walfangflotte eintraf. Sie wurde der in Norwegen stationierten 24. U-Boot-Flottille als Tankschiff zugeteilt. Am 24. Oktober 1944 wurde sie in Kirkenes von einem deutschen U-Boot versenkt, als die deutschen Truppen sich vor den sowjetischen Truppen zurückzogen und „verbrannte Erde“ hinterließen.
1945 hoben die Norweger das Schiff wieder. Nach Instandsetzung wurde die Pelagos wieder als Walfangschiff genutzt. 1962 wurde das 60 Jahre alte Schiff bei Eckardt & Co. in Hamburg abgewrackt.